# Edward Braddock
Edward Braddock (Perthshire, Reino de Escocia; enero de 1695-Fort Duquesne, 13 de julio de 1755) fue un militar británico y comandante en jefe en América del Norte al principio de la guerra franco-india. Tuvo como ayudante de confianza al teniente coronel George Washington.

## Biografía
Nació en Perthshire, Escocia, alrededor de 1695, hijo del general Edward Braddock (fallecido en 1725). Su carrera militar empezó con los Coldstream Guards en 1710. En 1747, sirvió como teniente coronel bajo el mando del príncipe de Orange en Holanda durante el sitio de Bergen op Zoom. En 1753 recibió el grado de coronel del 14.º Regimiento del Príncipe de Gales, también conocido como Regimiento West Yorkshire, y en 1754 ascendió a general.
Nombrado poco después comandante de las operaciones contra Francia en América, desembarcó en Virginia el 19 de febrero de 1755 con dos regimientos de soldados regulares británicos. Tenía fama de imponer un orden estricto entre sus tropas y de cometer abusos de poder, en poco tiempo se ganó una reputación negativa de cruel e irascible y despreciaba a los soldados que no eran británicos, de ahí viene el apodo que recibía, "El Bulldog". Se reunió con varios gobernadores coloniales en el Congreso de Alexandría el 14 de abril, donde fue persuadido para atacar a los franceses. Planeó cuatro acciones diferentes. El gobernador Shirley de Massachusetts atacaría Fort Niágara, el general Johnson en Crown Point, el coronel Monckton en Fort Beausejour y en la bahía de Fundy. Recibiría el mando de una expedición contra Fort Duquesne en los afluentes del río Ohio

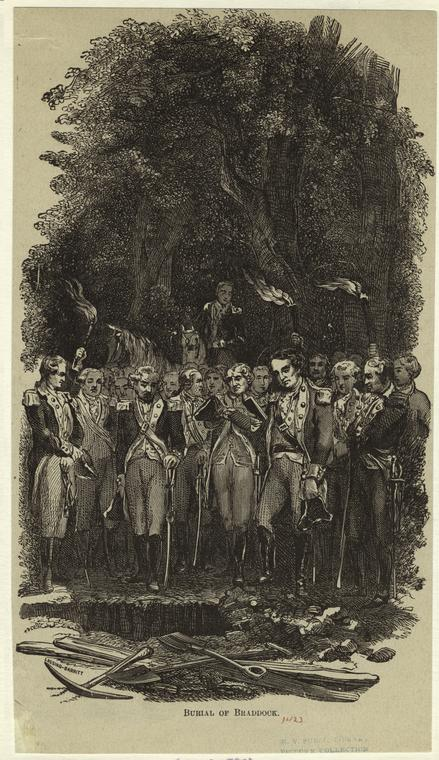
Tumba de Braddock cerca de Great Meadows, Pensilvania.

## La batalla de Monongahela
Tras algunos meses de preparativos, en los que se vio obstaculizado por la confusión administrativa y la carencia de recursos previamente prometidos por los coloniales, la expedición Braddock partió con una columna escogida en la que George Washington sirvió como oficial voluntario. La columna cruzó el río Monongahela el 9 de julio de 1755 y poco después se encontró con una fuerza franco-india enviada desde Fort Duquesne para impedir que cruzaran el río. Las tropas de Braddock fueron sorprendidas y él mismo luchó tratando de reunir a sus hombres. Finalmente cayó  herido de muerte por un disparo (al parecer recibió ese disparo por parte de un soldado de su propia guarnición, debido a los malos tratos a los que Braddock sometía a sus hombres) que le atravesó el brazo derecho y le perforó el pulmón. Braddock fue sacado del campo de batalla por Washington y otro oficial, y murió el 13 de julio de 1755, cuatro días tras el combate. Según describe Benjamin Franklin en su autobiografía, sus últimas palabras fueron: «¿Quién lo iba a pensar?» -en alusión al haber sido derrotado por indios...y franceses- y luego de perdurar un día completo en silencio, dijo: «Así aprenderemos mejor a habérnoslas con ellos la próxima vez», expirando minutos después.
Fue sepultado al oeste de Great Meadows, donde el resto de la columna se detuvo en su retirada para reorganizarse. Braddock fue enterrado en medio de una carretera por la que se hicieron pasar carros para evitar que su cuerpo fuese descubierto y profanado. George Washington dirigió la ceremonia fúnebre, pues el capellán estaba gravemente herido. En 1804 se creyó que se habían descubierto los restos de Braddock en una carretera a 2.4 km al oeste de Great Meadows. Los restos fueron exhumados y vueltos a enterrar. También se erigió un monumento en la nueva tumba en 1913.
En la autobiografía de Benjamin Franklin detalla que proporcionó suministros a las tropas del general. También describe una conversación con Braddock en la que le advierte de que su plan de marchar hacia el fuerte por un estrecho valle era peligroso por la posibilidad de una emboscada.